# Elísio de Moura

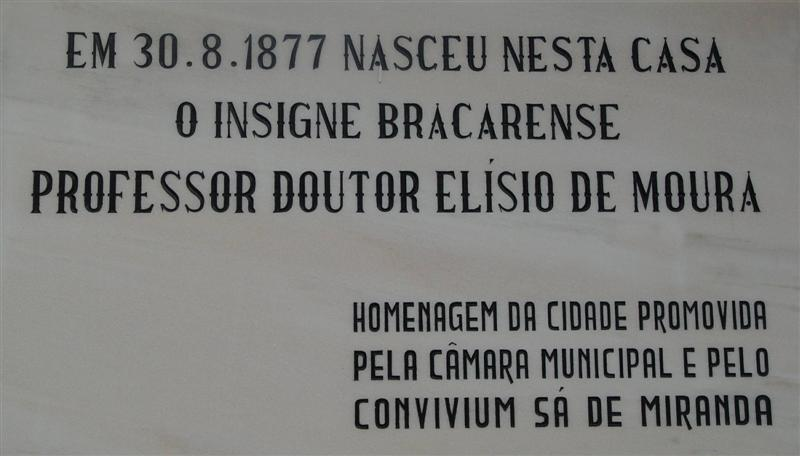
Casa onde nasceu Elísio de Moura em Braga

Elísio de Azevedo e Moura GOSE • GCSE • GCB (Braga, 30 de agosto de 1877 — Coimbra, 18 de junho de 1977) foi um médico e professor psiquiatra português e primeiro bastonário da Ordem dos Médicos em 1939.

## Biografia
Elísio de Moura notabilizou-se no ensino e investigação da Psiquiatria e Neurologia, tendo contribuído, no início da República, para a manutenção do ensino da Medicina na Universidade de Coimbra, que estava em risco de passar para as novas Universidade de Lisboa e Universidade do Porto.
Elísio de Moura era filho de José Alves de Moura, um Bacharel formado em Teologia, Professor e, mais tarde, Reitor do Liceu de Braga (actual Escola Secundária Sá de Miranda) e de sua mulher Emília da Costa Pereira de Azevedo. Foi o quarto de dez filhos e filhas deste casal, tendo sido o único que seguiu Medicina.
Ao longo da sua vida escolar Elísio de Moura distinguiu-se sempre pela precocidade e brilho. A 15 de Outubro de 1892, apenas com quinze anos de idade, inscreveu-se na Universidade de Coimbra, como aluno das Faculdades de Matemática e de Filosofia. A 10 de Julho de 1895, obteve o grau de Bacharel em Filosofia.
Inscreveu-se então na Faculdade de Medicina da Universidade de Coimbra, frequentando o Curso respectivo de 1895 a 1901. A 1 de Março de 1901 fez acto de licenciatura. Aprovado com distinção, é nomeado, em 1902, professor substituto da Faculdade de Medicina da Universidade de Coimbra.
Mais tarde, como professor catedrático, rege as cadeiras de Patologia Interna, Propedêutica Médica, Obstetrícia e Pediatria. Terá sido a regência das cadeiras de Patologia Interna e de Clínica Médica que motivou Elísio de Moura para o estudo de Neurologia e Psiquiatria.
Em 1907, consegue, graças à sua notoriedade, dar início em Portugal ao ensino de Neurologia e Psiquiatria, na Universidade de Coimbra.
A par da investigação e do ensino, o médico dedicou também parte do seu tempo à fundação e direcção daquela que é hoje conhecida como Casa da Infância Dr Elísio de Moura em Coimbra.
Em 1939, os colegas elegeram-no para primeiro Bastonário da Ordem dos Médicos.
A 5 de Junho de 1947 foi feito Grande-Oficial da Ordem Militar de Sant'Iago da Espada, a 31 de Maio de 1961 foi agraciado com a Grã-Cruz da Ordem de Benemerência e a 5 de Julho de 1971 foi elevado a Grã-Cruz da Ordem Militar de Sant'Iago da Espada.
Faleceu a 18 de Junho de 1977, a pouco mais de dois meses de completar 100 anos, e encontra-se sepultado no Cemitério de Monte d'Arcos em Braga.

## Casamento
Casou com Celestina de Araújo Salgado Zenha (morte em Rio de Janeiro, Rio de Janeiro - 1945), filha de Francisco Salgado Zenha, de Braga, Arcos, e de sua mulher e prima Rita de Araújo Salgado Zenha e sobrinha paterna do 1.º Barão de Salgado Zenha em Portugal e 1.º Barão de Salgado Zenha no Brasil, sem geração.